# Esslinggasse
Die Esslinggasse (vor der Neuen Rechtschreibung Eßlinggasse) befindet sich im 1. Wiener Gemeindebezirk, der Inneren Stadt. Sie wurde 1869 zum Gedenken der Schlacht bei Aspern aus der Zeit der Koalitionskriege benannt, bei der es 1809 gelang, Napoleon eine erste Niederlage zuzufügen. Diese Schlacht wurde in der Nähe des Ortes Essling, seit 1938 Teil von Wien, geschlagen.

## Geschichte
Im Mittelalter gehörte die Gegend der heutigen Esslinggasse zur Vorstadt vor dem Werdertor. Nach deren Schleifung im 16. Jahrhundert und der Errichtung der neuen Wiener Stadtmauer reichte die Festungsmauer zwischen Schottenbastei und Elendbastei sowie der dazugehörige Graben bis in den Bereich der heutigen Gasse. Dort wo heute der Häuserblock Esslinggasse 1 und 3 liegt, befand sich die 1650 errichtete Neutorschanze. Diese wurde 1809 von den Franzosen gesprengt. Die übrigen Befestigungsanlagen wurden 1859 bis 1860 auf Befehl von Kaiser Franz Joseph I. demoliert, der anstelle der Stadtmauer und des vorgelagerten Glacis die Wiener Ringstraßenzone anlegen ließ. Nach der Parzellierung des neu gewonnenen Baulandes wurde die Gasse 1869 zunächst als Eßlingengasse eröffnet; bald bürgerte sich aber die Kurzform Eßlinggasse ein.

## Lage und Charakteristik

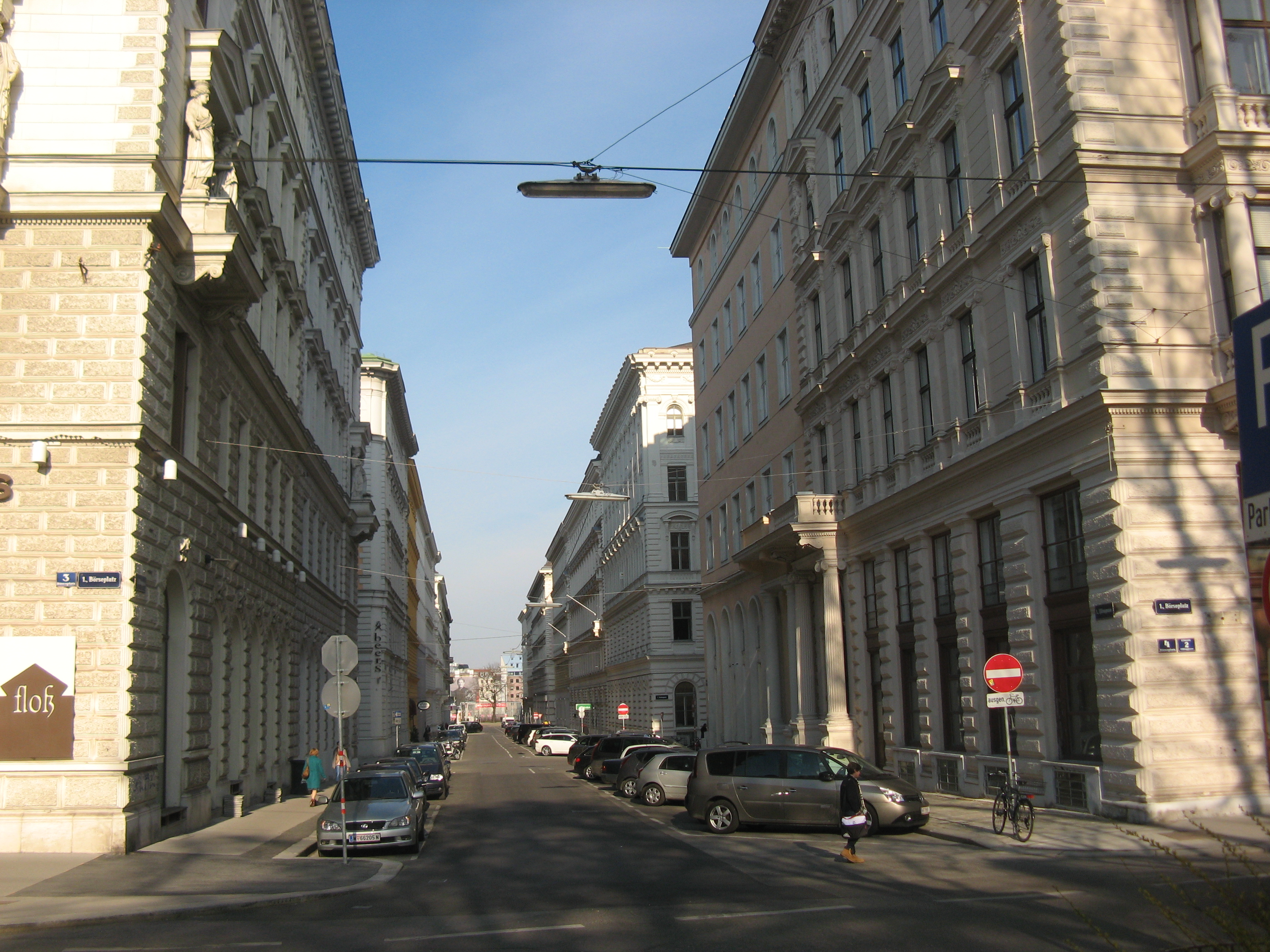
Blick vom Börseplatz zum Franz-Josefs-Kai

Die Esslinggasse verläuft vom Börseplatz in nordöstlicher Richtung bis zum Franz-Josefs-Kai. Sie wird in umgekehrter Richtung als Einbahnstraße geführt, wobei ein auf der Fahrbahn markierter Radfahrstreifen die durchgehende Befahrung für Radfahrer auch in der Gegenrichtung ermöglicht. Die Zufahrt in die Esslinggasse kann von Autofahrern nicht von der Hauptfahrbahn des Franz-Josefs-Kais, sondern nur von einer abgetrennten Nebenfahrbahn aus vorgenommen werden. Durch diese Maßnahme wird versucht, Durchzugsverkehr zu vermeiden. Öffentliche Verkehrsmittel verkehren in der Esslinggasse keine.
Geschäftslokale in der Esslinggasse sind selten. Hingegen finden sich diverse andere Einrichtungen pädagogischer oder touristischer Natur, sowie zahlreich Büros und Kanzleien, die ein gewisses Fußgängeraufkommen bedingen.
Die Gebäude an der Esslinggasse bilden ein gut erhaltenes historistisches Ensemble aus der Zeit um 1870, das nur durch drei Gebäude unterbrochen wird, die keine Originalfassade mehr besitzen.

## Bauwerke

### Nr. 1: Ehemaliges Epstein-Haus
Das Eckhaus Börseplatz / Esslinggasse wurde 1871 von Theophil von Hansen im historistischen Stil errichtet. Es liegt an der Hauptadresse Börseplatz 3.

### Nr. 2, 4: Doppelhaus

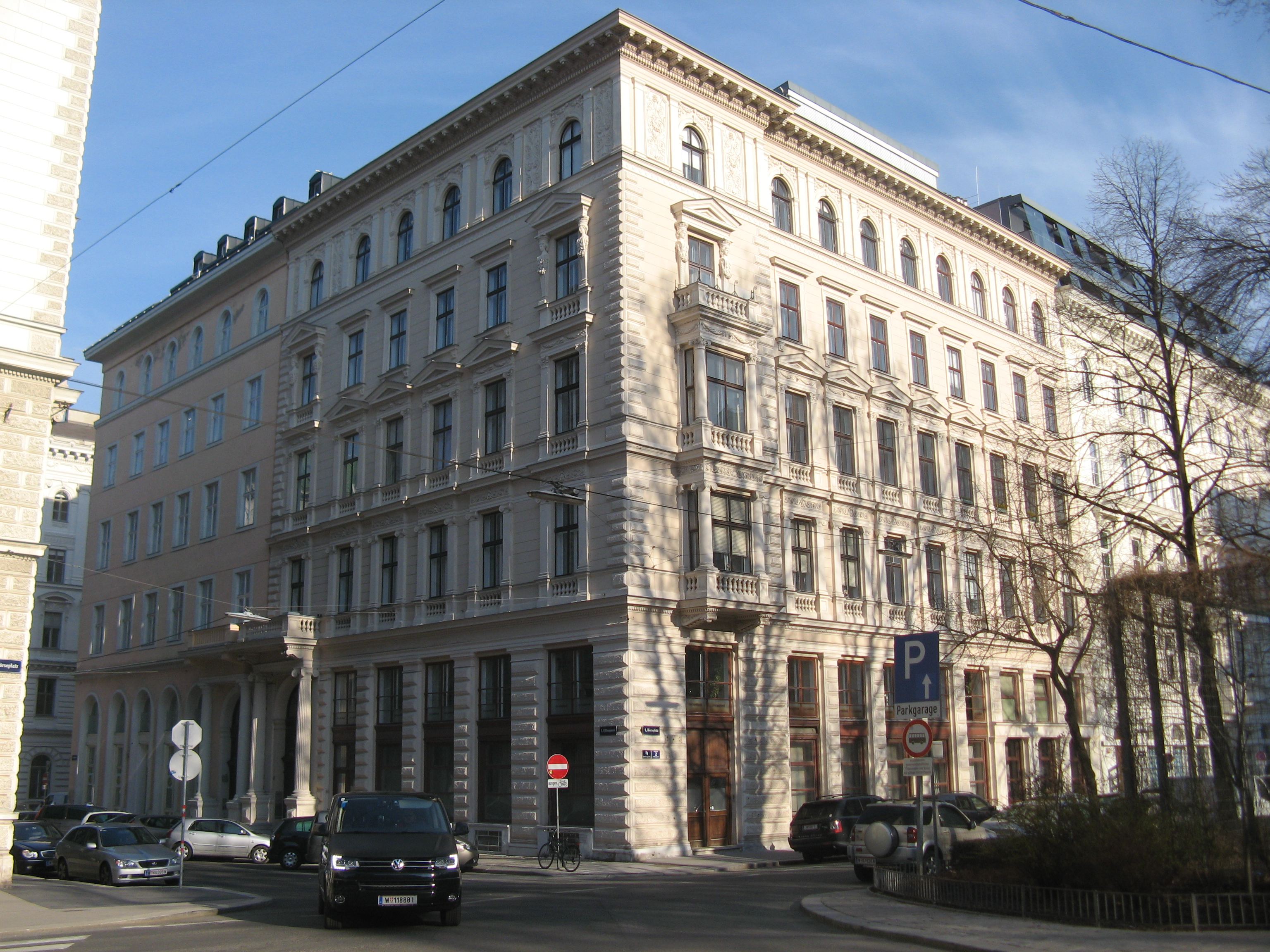
Esslinggasse 2, 4 (1871–1873)

Die Gebäude Esslinggasse 2 und 4 wurden 1871 bis 1873 von Julius Dörfel in Formen der Wiener Neorenaissance errichtet. Bei Nr. 4 ist der Fassadenschmuck nicht mehr erhalten. Haus Nr. 2 ist an der Seite zum Börseplatz durch einen ortsteingequaderten Eckrisalit akzentuiert, an dem sich zwei Erker befinden. Über dem oberen Erker befindet sich ein Balkon, dessen Fenster durch eine Ädikula überdacht und mit Karyatidhermen gerahmt wird. Die Fenster der Fassade sind teilweise ebenfalls ädikula-, teilweise gerade verdacht und durch Pilaster gesäumt. Das Obergeschoß ist mit Bauplastik geschmückt. Die beiden mit Balkonen überdachten Säulenportale liegen einander benachbart zentral in der Mitte der Fassade zur Esslinggasse. Die Foyers sind reich gegliedert und zeigen kassettierte Rosettentonnen über ionischen Pilastern, zwischen denen sich Arkaden mit Zwickelfiguren befinden.

### Nr. 3: Eckhaus
Das Gebäude Ecke Esslinggasse / Neutorgasse wurde 1873 von Theophil von Hansen in Anlehnung an das benachbarte Gebäude Börseplatz 3 im historistischen Stil errichtet. Es liegt an der Hauptadresse Neutorgasse 13.

### Nr. 5: Eckhaus

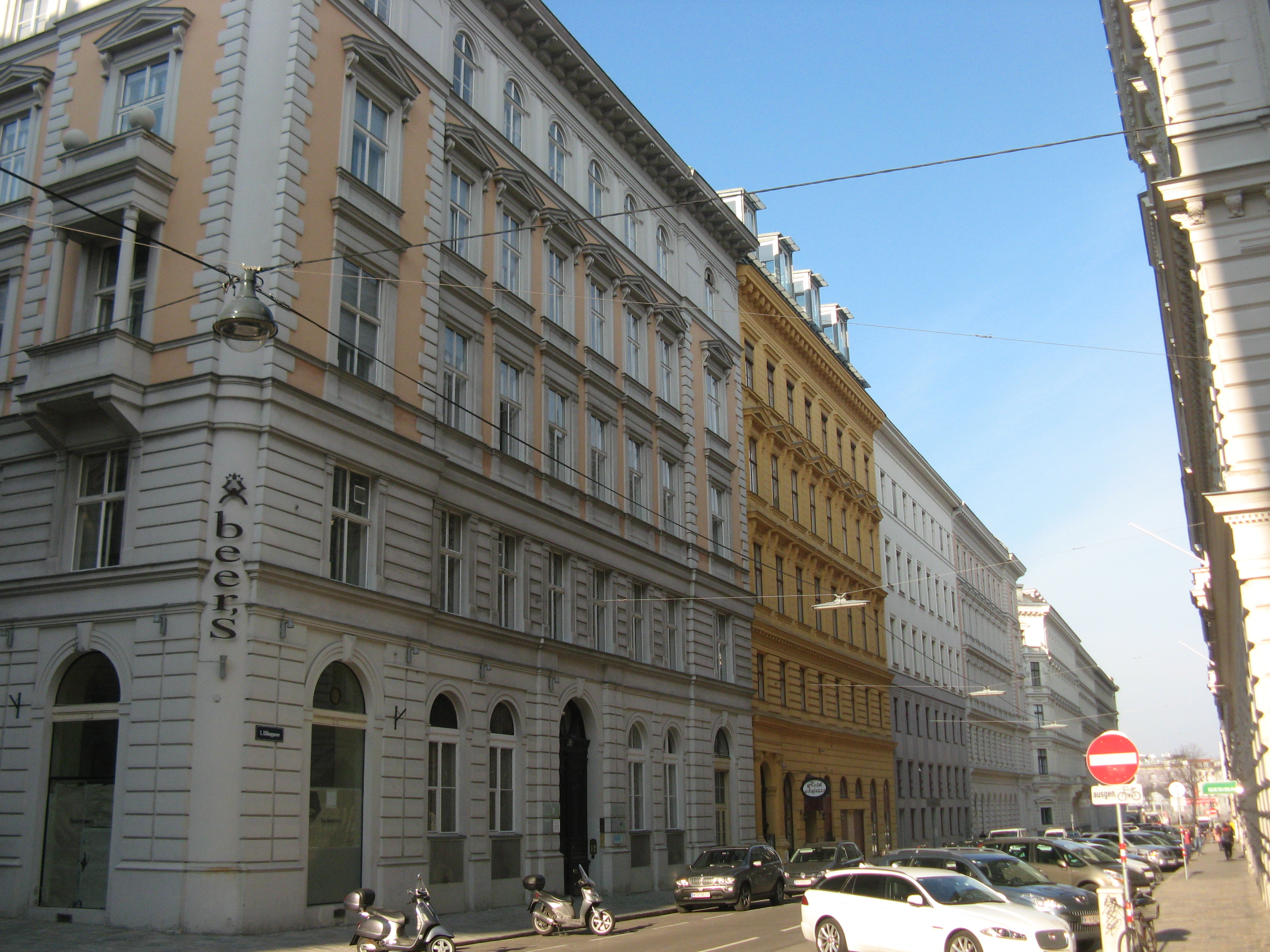
Ensemble der linken Straßenseite ab Nr. 5

Das Gebäude Ecke Neutorgasse / Esslinggasse wurde 1869 bis 1870 von Wilhelm Stiassny im Stil der Neorenaissance errichtet. Es liegt an der Hauptadresse Neutorgasse 14.

### Nr. 6: Eckhaus

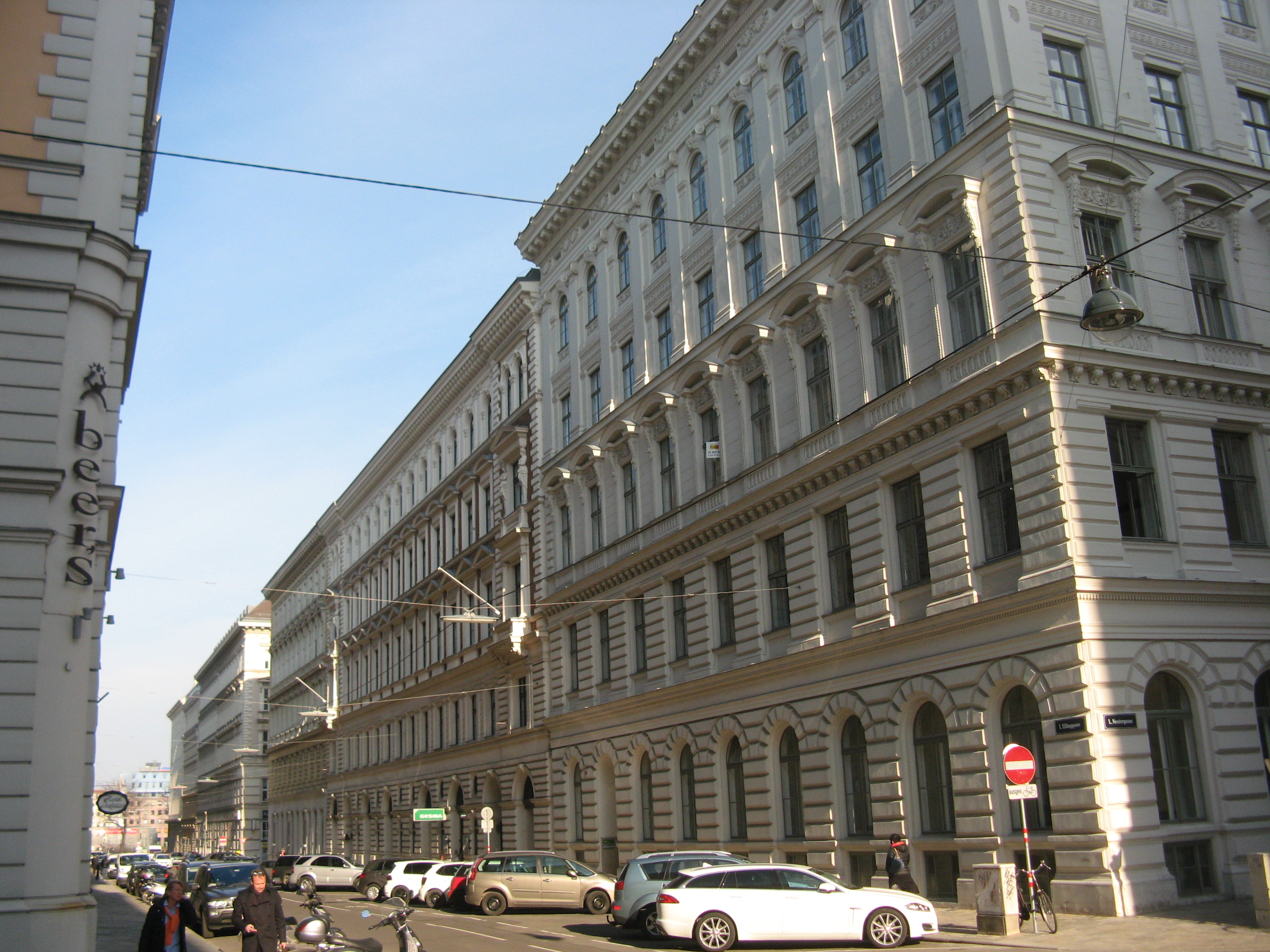
Ensemble der rechten Straßenseite ab Nr. 6

Das Gebäude Ecke Neutorgasse / Esslinggasse wurde 1871 von Julius Dörfel im historistischen Stil errichtet. Es liegt an der Hauptadresse Neutorgasse 12.

### Nr. 7: Hotel Bajazzo
Julius Dörfel erbaute das Haus 1869 bis 1870 in Formen der Wiener Neorenaissance. Die Fassade ist genutet mit Reihen von gerade verdachten und übergiebelten Fenstern. Das Portal ist durch ionische Pilaster geschmückt. Das Foyer wird durch Pilaster und Arkaden gegliedert und zeigt einen Terrazzo-Fußboden. Im Stiegenhaus befinden sich Metallkandelaber.

### Nr. 8, 10: Gesiba

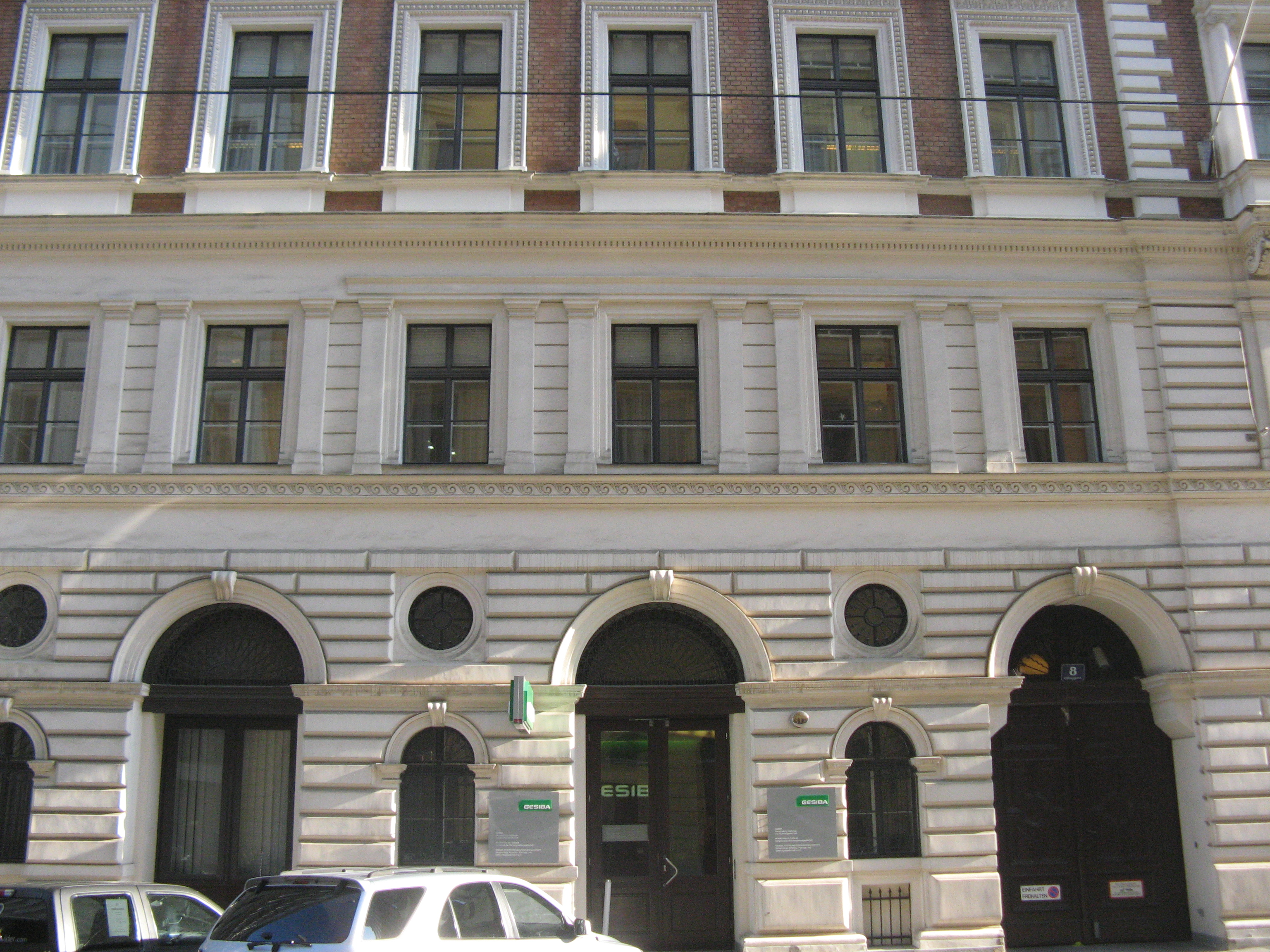
Esslinggasse 8 (1870–1871)

Die beiden Gebäude mit einheitlicher Fassade wurden 1870 bis 1871 von Heinrich Förster im historistischen Stil errichtet. Der klassizisierende Einfluss Theophil Hansens ist erkennbar. An den Außenseiten der beiden Häuser liegen seichte Risalite, die ortsteingequadert sind. An ihnen sind Ädukalafenster mit ionischen Halbsäulen bzw. Kayatidhermen zu sehen. Die Fassade in den Obergeschoßen besteht aus Sichtziegelmauerwerk mit Giebelfenstern in reich dekorierten Rahmungen. Die gebänderte Sockelzone zeigt noch die originalen Geschäftsportale mit Fenstergittern und Holztore. Die Foyers weisen eine reiche Stuckgliederung mit korinthischen Pilasterarkaden, Blendnischen und Ornamenten auf.
In den Gebäuden befindet sich der Sitz der Gemeinnützigen Siedlungs- und Bauaktiengesellschaft (Gesiba), die seit 1921 zahlreiche, große Wohnsiedlungen in Wien errichtet hat.

### Nr. 9: Miethaus
Das Gebäude wurde 1869 von Julius Dörfel errichtet. Die deutlich in zwei Zonen getrennte Fassade ist nicht mehr original erhalten, hingegen ist der Kern des Hauses noch aus der Bauzeit.

### Nr. 11: Eckhaus
Das Haus Ecke Esslinggasse / Gonzagagasse wurde 1869 bis 1870 von Julius Dörfel in Formen der Wiener Neorenaissance errichtet. Es liegt an der Hauptadresse Gonzagagasse 17.

### Nr. 12: Eckhaus
Das Gebäude Ecke Esslinggasse / Gonzagagasse wurde 1869 bis 1870 von Julius Dörfel im Stil der Neorenaissance errichtet. Es liegt an der Hauptadresse Gonzagagasse 15.

### Nr. 13: Miethaus

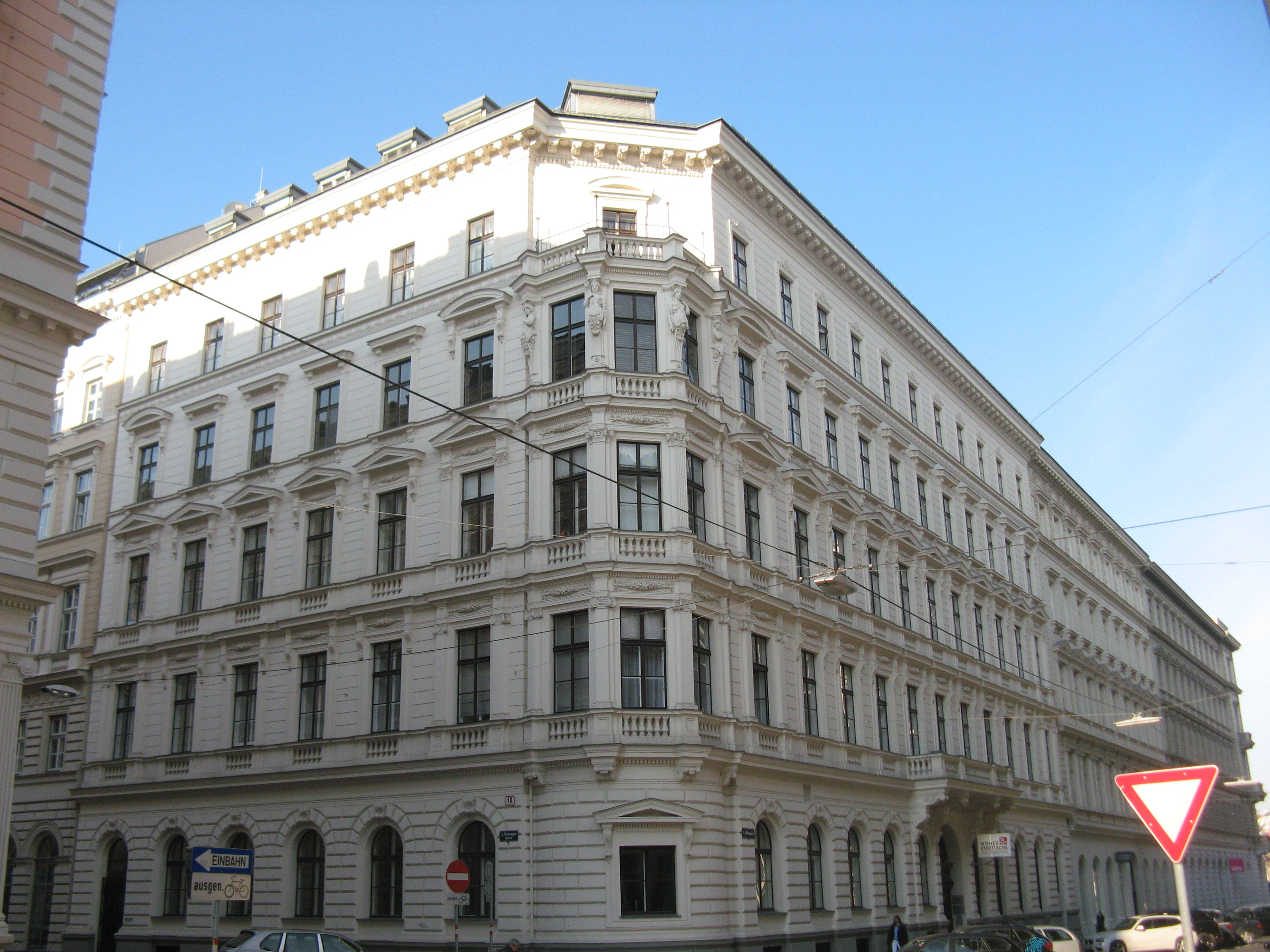
Esslinggasse 13 (1869–1870)

Das Gebäude Ecke Gonzagagasse / Esslinggasse wurde 1869 bis 1870 von Carl Schumann im Stil der Wiener Neorenaissance errichtet. Markant tritt die abgeschrägte Ecke mit ihrem bemerkenswerten Erkerturm mit geschichteten Pilastern und Karyatidhermen hervor. Die Fensterreihen sind übergiebelt und gerade verdacht. Über dem Portal erhebt sich ein Balkon in der Beletage. Das Holztor führt in eine durch Arkaden und Pilaster gegliederte Einfahrt mit Zwickelputten, die in eine dreischiffige Säulenhalle mündet.

### Nr. 14, 16: Eckhaus

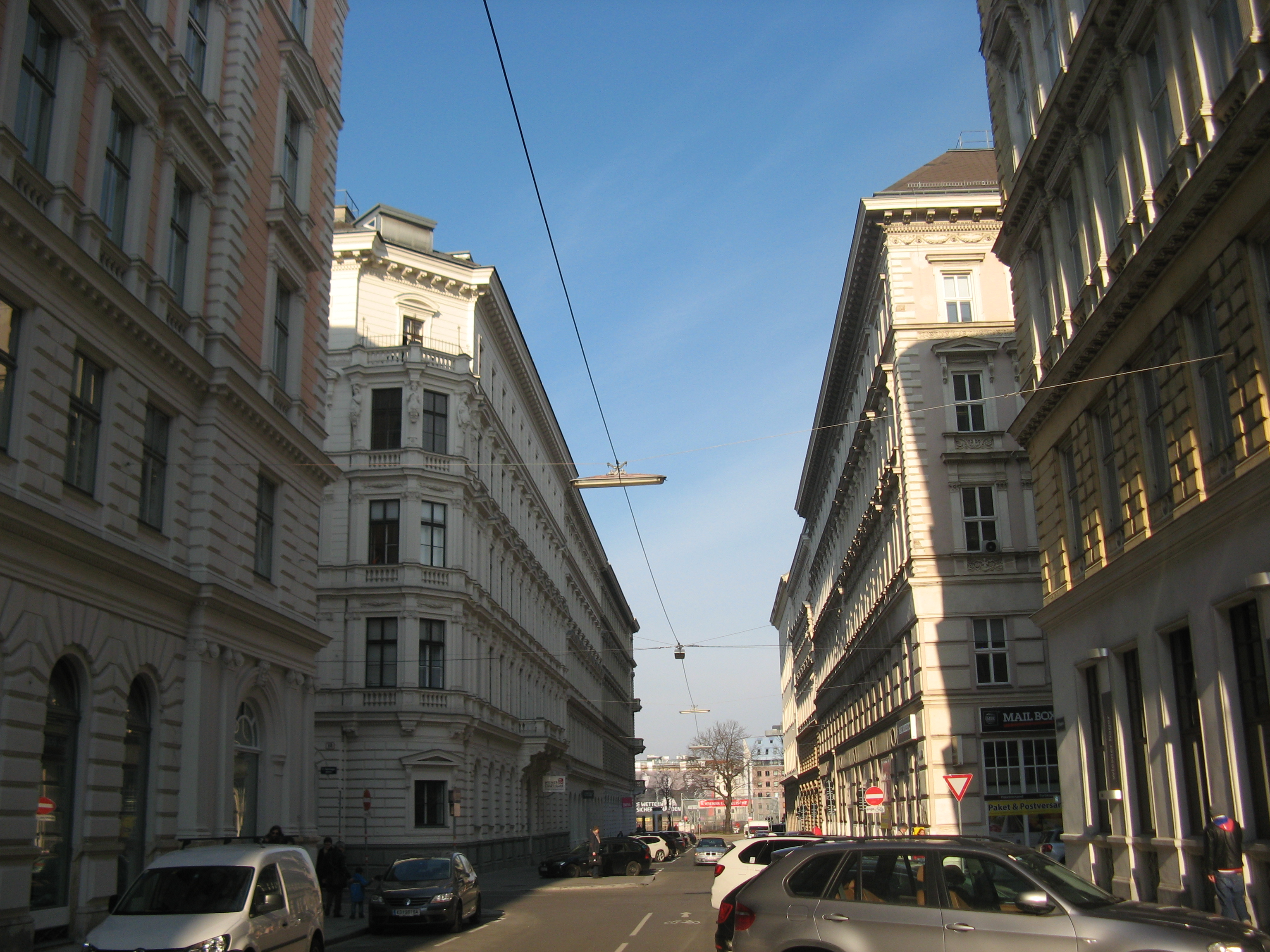
Esslinggasse von der Gonzagagasse gegen Franz-Josefs-Kai

Das Gebäude Ecke Gonzagagasse / Esslinggasse wurde 1869 bis 1870 von Wilhelm Stiassny errichtet. Es liegt an der Hauptadresse Gonzagagasse 16.

### Nr. 15: Durchhaus
Das Durchhaus zur Zelinkagasse wurde 1870 bis 1871 von August Weber im Stil der Neorenaissance errichtet. Es liegt an der Hauptadresse Zelinkagasse 12.

### Nr. 17: Doppelhaus
Das Gebäude Ecke Esslinggasse / Franz-Josefs-Kai wurde 1870 bis 1873 von Johann Garben im historistischen Stil errichtet. Es liegt an der Hauptadresse Franz-Josefs-Kai 55–57.

### Nr. 18: Miethaus

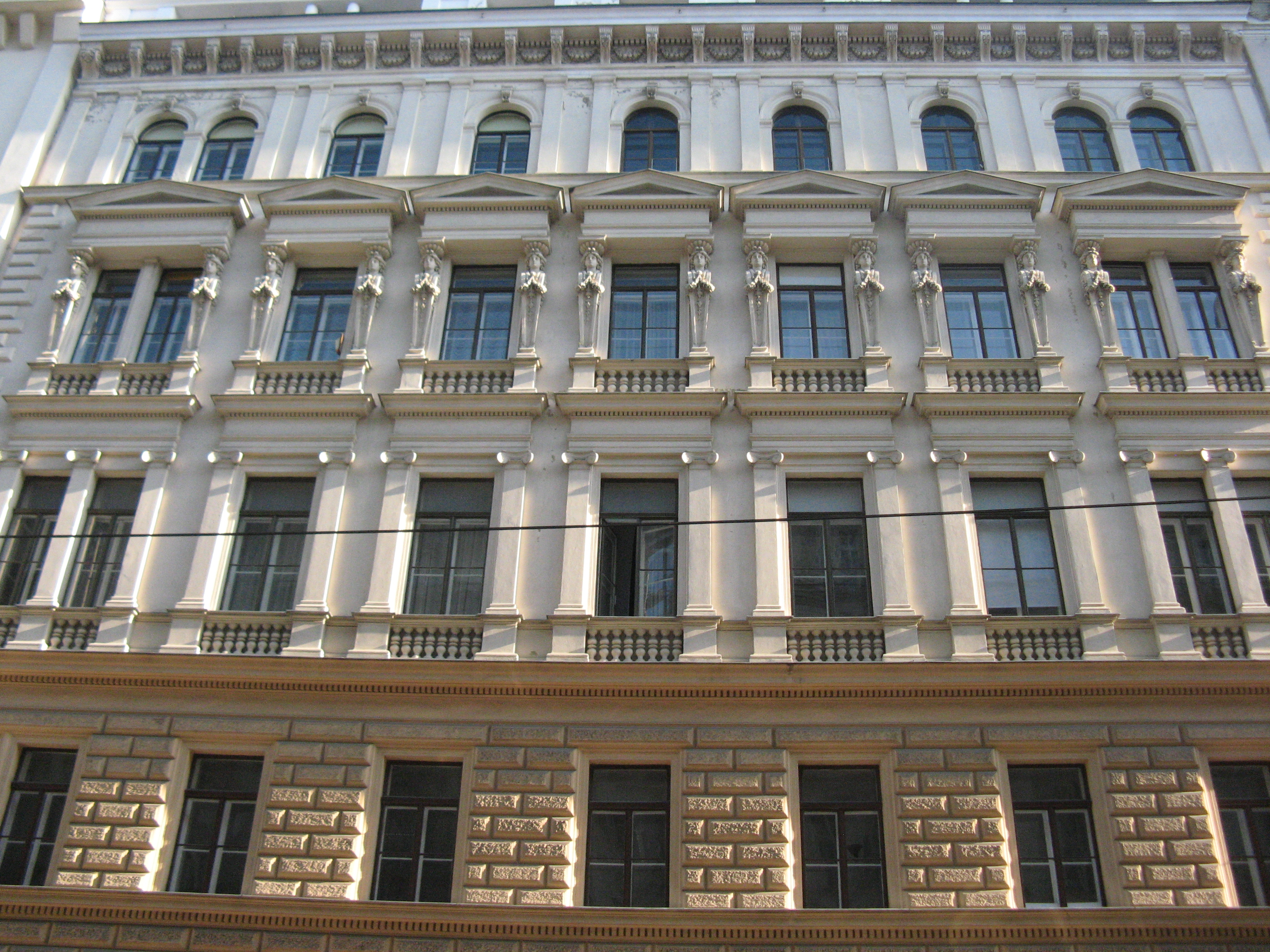
Esslinggasse 18 (1870–1871)

Das Gebäude wurde 1870 bis 1871 von Heinrich von Förster in Formen der Wiener Neorenaissance errichtet. Über der rustizierten Sockelzone mit Arkadenfenstern erhebt sich die Fassade, die durch plastische Hermenädikulä und ionische Pilaster geschmückt ist. Das Foyer ist durch Pilaster und Arkaden gegliedert. Das Stiegenhaus besitzt über toskanischen Pilastern ein Glassatteldach.

### Nr. 20: Eckhaus
Das Gebäude Ecke Esslinggasse / Franz-Josefs-Kai wurde 1864 bis 1865 von Andreas Luckeneder erbaut. Es ist im Kern erhalten, die Fassade wurde aber 1957 zerstört. Das Haus liegt an der Hauptadresse Franz-Josefs-Kai 53.